# Гаррієт Меткалф
Гаррієт Меткалф (англ. Harriet Metcalf, 25 березня 1958) — американська академічна веслувальниця.
Олімпійська чемпіонка 1984 року в складі вісімки.
Срібна призерка Чемпіонату світу 1987 року в складі вісімки.